# Dorycnopa
Dorycnopa là một chi bướm đêm thuộc họ Gelechiidae.